# هاربر بازار
هاربر بازار (بالإنجليزية: Harper's Bazaar)‏ وهي مجلة أزياء أمريكية تأسست في سنة 1867 وتعتبر من أقدم مجلات الأزياء في الولايات المتحدة أسستها شركة هيرست ولهذه المجلة 30 فرع في عدة دول منها الإمارات العربية المتحدة.

## روابط خارجية
- هاربر بازار على موقع الموسوعة البريطانية (الإنجليزية)
- هاربر بازار على موقع روتن توميتوز (الإنجليزية)